# Chortoq
Chortoq (ou Chartak, en russe Чартак) est une ville de la province de Namangan à l’est de l’Ouzbékistan.